# 克里夫蘭鎮區 (內布拉斯加州霍爾特縣)
克里夫蘭鎮區（英語：Cleveland Township）是位於美國內布拉斯加州霍爾特縣的一個行政鎮區。

## 地方資料
克里夫蘭鎮區的面積為222.23平方千米，當中陸地面積為222.20平方千米，而水域面積為0.03平方千米。根據2020年美國人口普查的數據，當地共有人口38人，而人口密度為每平方千米0.17人。